# Pawel Kryske
Paweł Kryske est un footballeur franco-polonais né le 11 mars 1922 à Laurahütte (Silésie).

## Biographie
Il commence à jouer après-guerre comme ailier à Colmar et Lens. 
Puis il se reconvertit en défenseur lors de son passage à Valenciennes.

## Carrière de joueur
- US Ruch Carvin
- Brive
- 1947-1949 :  SR Colmar
- 1949-1952 :  RC Lens
- 1952-1958 :  US Valenciennes Anzin[1]

## Palmarès
- Vice-Champion de France D2 en 1948 avec le SR Colmar